# Clubiona straminea
Clubiona straminea là một loài nhện trong họ Clubionidae.
Loài này thuộc chi Clubiona. Clubiona straminea được Octavius Pickard-Cambridge miêu tả năm 1872.